# Britânia
Britânia est une municipalité de l'État de Goiás au Brésil.
Sa population était estimée à 5 509 habitants en 2010 et elle s'étend sur 1 461,181 km2.
Elle appartient à la Microrégion du Rio Vermelho dans la Mésorégion du Nord-Ouest de Goiás.